# Vanadium-Redox-Akkumulator

Prinzipaufbau einer Vanadium-Redox-Flussbatterie. Die Vorratstanks jeweils links und rechts außen. Über der galvanischen Zelle in der Mitte ein Wechselrichter

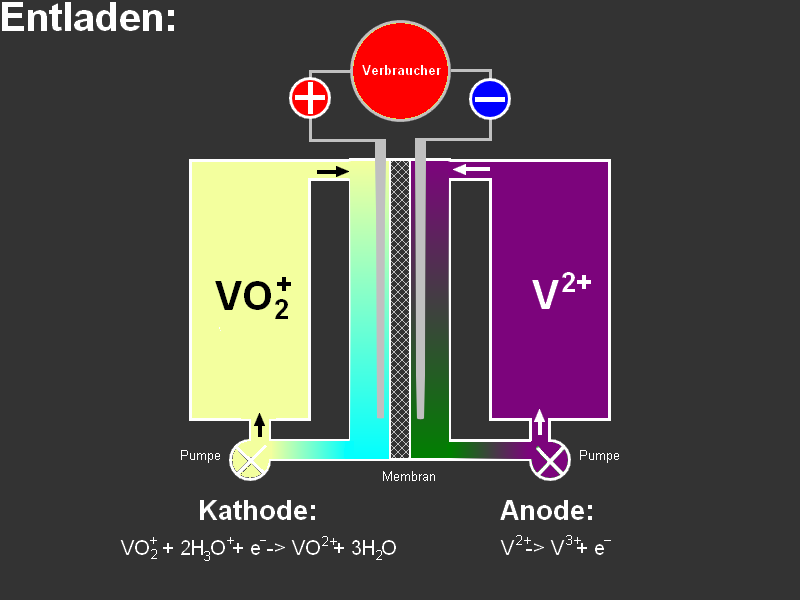
Vorgänge beim Entladen

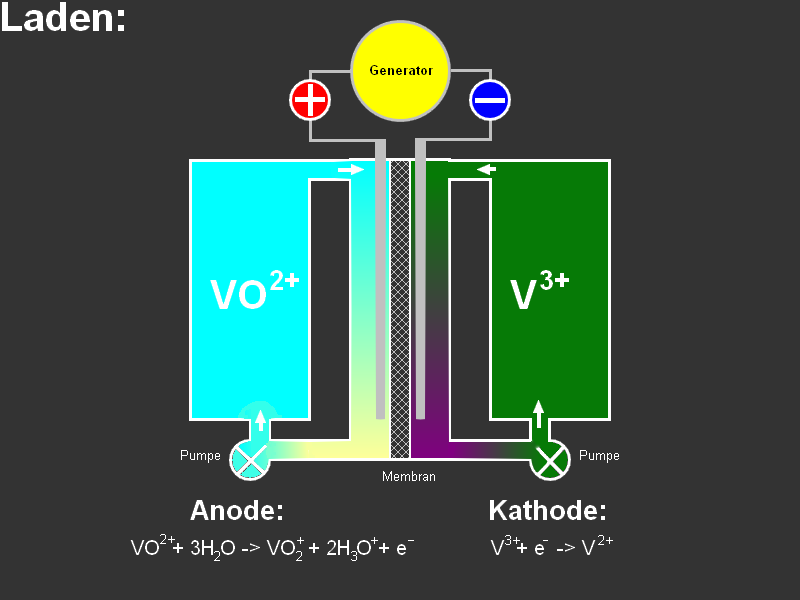
Vorgänge beim Laden

Der Vanadium-Redox-Akkumulator (Vanadium-Redox-Flow-Batterie, kurz VRFB) ist ein Akkumulator in der Art einer Redox-Flow-Batterie. In beiden Elektrolyten werden Vanadiumverbindungen in wässrigen Lösungen benutzt. Dadurch wird das Problem einer gegenseitigen Verunreinigung infolge der Diffusion von Ionen durch die Membran verhindert.

## Historisches
Die Idee, Vanadiumverbindungen in einem Akkumulator zu nutzen, gab es bereits 1933. 1976 ließ sich Lawrence H. Thaller, damals ein NASA-Mitarbeiter, die Verwendung eines Vanadiumsalzes in Redoxflusszellen patentieren. Er schlug damals Vanadiumchlorid vor. Die Paarung Vanadium-Vanadium ließ sich 1978 Alberto Pellegri patentieren. Eine erfolgreiche Demonstration und Weiterentwicklung fand erst in den 1980er Jahren an der University of New South Wales durch Maria Skyllas-Kazacos und ihre Mitarbeiter statt. Skyllas-Kazacos und die University of New South Wales ließen sich die Form mit Schwefelsäure-Elektrolyten 1986 patentieren. 1998 verkaufte die Universität die Patente an eine australische Firma (Pinnacle VRB). Nach einigen Umstrukturierungen und Übernahmen wurden die Patente schließlich von der Firma Prudent Energy übernommen. Die ursprünglichen Patente liefen 2006 aus, was einen freien Markt ermöglichte und zu kommerziellen Entwicklungen führte.

## Allgemeines
Der Vanadium-Redox-Akkumulator nutzt die Fähigkeit von Vanadium aus, in Lösung vier verschiedene Oxidationsstufen annehmen zu können, sodass statt zwei nur ein elektroaktives Element für den Akkumulator benötigt wird. Die Quellenspannung (Spannung ohne Belastung) pro Zelle liegt zwischen 1,15 V und 1,55 V. Bei 25 °C beträgt sie 1,41 V.
Die Elektroden bestehen aus Kohlenstoff, deren Struktur hat wesentlichen Einfluss auf die Eigenschaften. Die Elektroden und die beiden Elektrolyt-Vorräte sind durch eine Membran getrennt, die idealerweise nur Wasserstoffionen passieren lässt.
Wie bei allen Redox-Flow-Batterien ist ein Hauptvorteil des Vanadium-Redox-Akkumulators, dass Leistung und Kapazität im Gegensatz zu gewöhnlichen Sekundärzellen voneinander unabhängig sind. Die Leistung ist v. a. durch die Elektrodenfläche, die Speicherkapazität durch die Elektrolytmenge regulierbar. Auch ist eine Tiefentladung schadlos. Jedoch besitzt er eine vergleichsweise geringe Energiedichte von ca. 15 bis 25 bzw. 25 bis 35 Wattstunden pro Liter Elektrolytflüssigkeit. Die massebezogene Energiedichte beträgt dementsprechend 20 bis 32 Wh/kg Elektrolyt.
Der Hauptnachteil der Vanadium-Redox-Akkumulator-Technologie sind neben dem schlechten Volumen-Energie-Speicherverhältnis der im Vergleich zu herkömmlichen Akkumulatoren kompliziertere Gesamtaufbau, der auch Pumpen und Vorratstanks umfasst.
Durch die stets gegebene geringe Durchlässigkeit der Membran auch für Vanadium-Ionen kommt es zur Selbstentladung und zum Kapazitätsverlust.
Die Gesamt-Energie-Effizienz (round trip efficiency) wird auch durch die Pumpen verringert und beträgt ca. 62 bis 85 %.
Zu den Vorteilen gehört die Zyklenfestigkeit und das „Laden“ per Elektrolytaustausch. Nach einer Studie aus dem Jahr 2016 hat eine solche Batterie innerhalb eines dreijährigen Tests über 200.000 Lade-/Entladezyklen durchlaufen.

## Reaktionsgleichungen

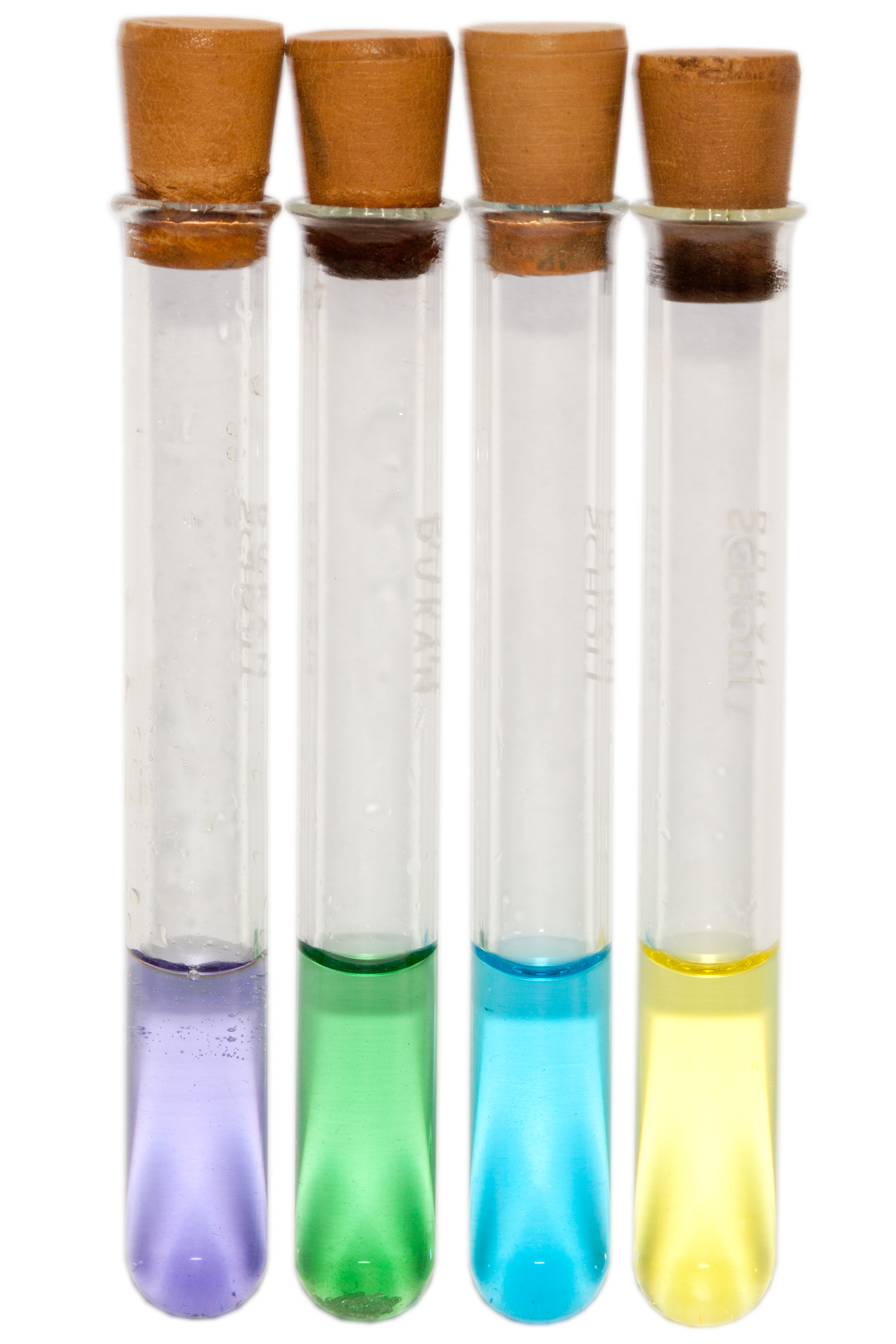
Wässrige Lösungen von Vanadiumsalzen in verschiedenen Oxidationsstufen: [V(H_{2}O)_{6}]^{2+} (violett), [V(H_{2}O)_{6}]^{3+} (grün), [VO(H_{2}O)_{5}]^{2+} (blau) und [VO_{2}(H_{2}O)_{4}]^{+} (gelb)

Der Vanadium-Redox-Akkumulator nutzt in beiden Halbzellen Redoxpaare des Vanadiums.
Die Lösung auf der Anoden-Seite enthält Vanadylsulfat (Vanadin(IV)-oxidsulfat, VOSO4, blau), das zum gelben fünfwertigen Ion oxidiert werden kann:
Positive Elektrode (Anode) V(4+) und V(5+):
VO2+ + H2O ⇌ VO2+ + 2 H+  + e−  (E0 = 0,995 V vs. SHE)
Die Lösung der Kathoden-Seite enthält Vanadium(III)-sulfat (grün), das zum zweiwertigen, violetten Vanadiumsalz reduziert werden kann:
Negative Elektrode (Kathode):
V3+ + e− ⇌ V2+  (E0 = −0,255 V vs. SHE).

### Nebenreaktionen
Während des Ladens können – vor allem bei großen Stromdichten – an den Elektroden unerwünschte Nebenprodukte entstehen: Auf der Anode entsteht Sauerstoff (O2) oder durch Reaktion mit dem Kohlenstoff der Elektrode Kohlenstoffdioxid. An der Kathode entsteht Wasserstoff (H2).
Anode: 6 H2O ⇌ O2 + 4 H3O+ + 4 e−
Anode: 6 H2O + C ⇌ CO2 + 4 H3O+ + 4 e−
Kathode: 2 H3O+ + 2 e− ⇌ H2 + 2 H2O
Diese Reaktionen verringern die Effizienz der Energiespeicherung. Auch muss die Ansammlung des brennbaren Wasserstoffgases vermieden werden.
Durch Reaktion des entstehenden Sauerstoffs mit der Graphitelektrode wird diese durch Verbinden des Sauerstoffs mit dem Kohlenstoff verschlissen, man überwacht daher beim Laden die Zellspannung, um zu hohes, zum Gasen führendes Anodenpotential zu vermeiden. Dadurch kann Anodenverschleiß fast gänzlich vermieden werden und es werden sehr hohe Zyklenzahlen erreicht.

## Betriebssicherheit
Vanadium-Redoxflusszellen haben insbesondere gegenüber den Lithium-Ionen-Akkumulatoren eine höhere Betriebssicherheit, da der Elektrolyt aufgrund seines hohen Wasseranteils weder brennbar noch explosiv ist. In einem Test überstand eine VRFB einen absichtlich herbeigeführten Kurzschluss unbeschadet. Aufgrund der Trennung zwischen den leistungsbestimmenden elektrochemischen Zellen und dem Vorratstanks, die die Kapazität bestimmen, ist immer nur ein geringer Teil des Elektrolyten in der Wandlereinheit, dem sogenannten Stack, wirksam. Unter anderem für Lithium-Ionen-Zellen typische Alterungs- und Versagensmechanismen, wie die mögliche Bildung von Dendriten,  Elektrolytmangel und thermisches Durchgehen, sind für wässrige Redoxflusszellen nicht relevant. Das Auslaufen von Elektrolyt wird mit doppelwandigen Tanks vermieden. Üblich ist eine Überwachung der Zellspannung, um das Gasen zu vermeiden, und eine Überwachung des Elektrolyten. Beim Laden mit großen Stromdichten kann durch Wasserelektrolyse Wasserstoffgas als Nebenprodukt entstehen, was durch Strombegrenzung und Belüftung vermieden wird.

## Anwendungen

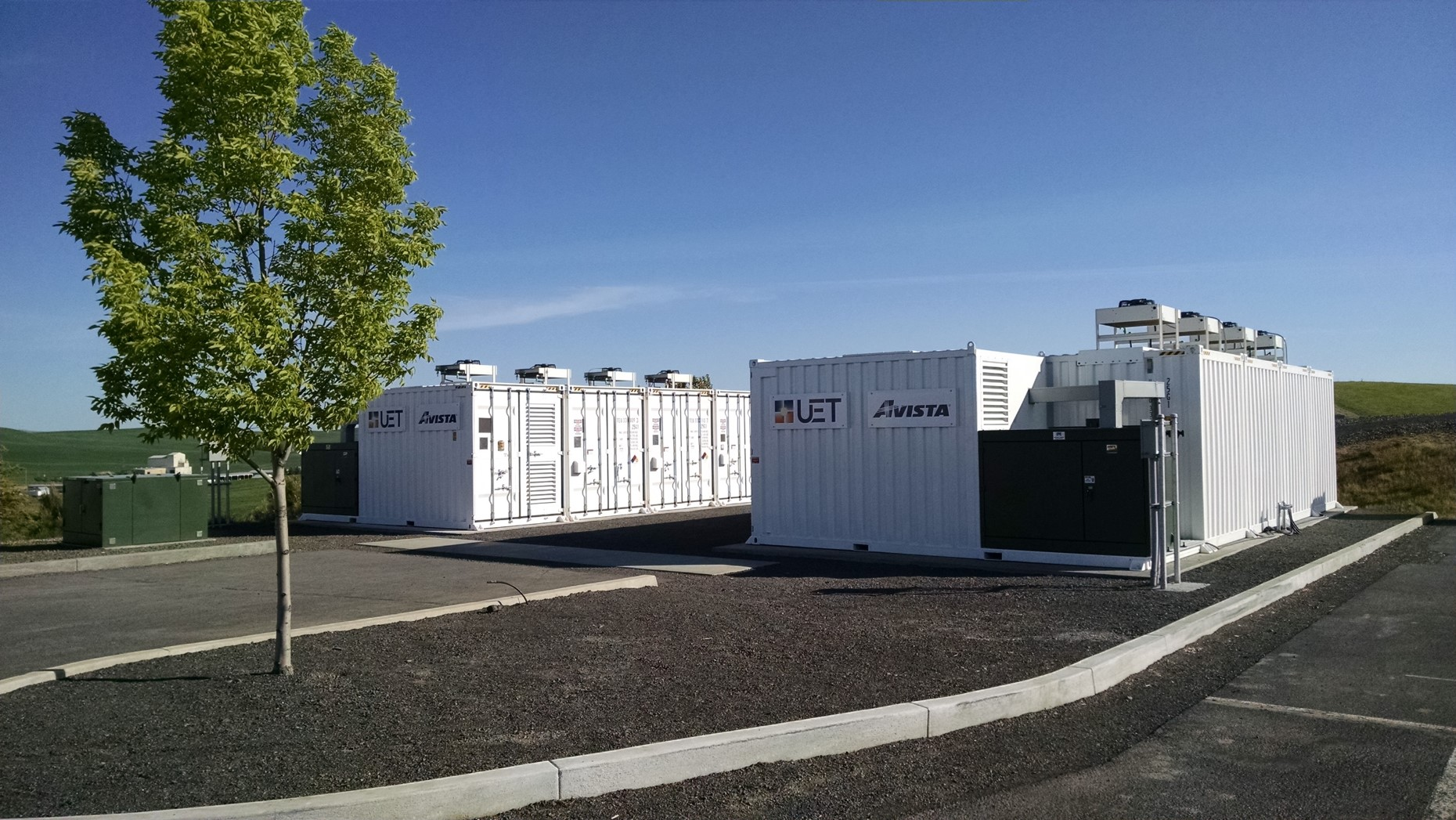
Beispiel zweier Vanadium-Redox-Flow-Batterien in Pullman (Washington) mit einer Speicherkapazität von je 1,6 MWh

Die momentan erhältlichen kommerziellen Batterien werden ausschließlich stationär verwendet, z. B. im Bereich der Erneuerbaren Energien für die Abdeckung von Spitzenlast und als Lastausgleich, außerdem bei Unterbrechungsfreien Stromversorgungen (USV).
Mit Stand Mai 2017 sind weltweit über 40 große Vanadium-Redox-Flow-Akkumulatoren im Betrieb. Davon haben 10 eine Leistung von 1 MW und mehr; 10 befinden sich in China, 5 in den USA und 5 in Japan. Die meisten großen Vanadiumakkus wurden in der Nähe von Windparks oder großen Photovoltaik-Freiflächenanlagen errichtet. Die größte derartige Batterie steht in Japan und leistet bis zu 15 MW. Auch in Deutschland sind einige Vanadium-Redox-Flow-Systeme im Einsatz, darunter drei mit Leistungen von 200 kW bis 325 kW, sowie mehrere Systeme von 10 kW (z. B. im Alten Land) oder 20 kW (z. B. in Freiberg am Neckar). Weltweit werden auch viele kleinere Systeme betrieben.

### Die größten Vanadium-Redox-Flow-Akkumulatoren
Der größte Vanadium-Redox-Flow-Akkumulator  Deutschlands mit 660 m3 Tankinhalt und 2 MW Leistung und 20 MWh Energiespeicherkapazität wurde im September 2019 fertiggestellt.
Die größte Batterie der Welt ist ebenfalls ein Vanadium-Redox-Flow-Akkumulator. Sie hat eine Spitzenleistung von 100 MW und kann 400 MWh Energie speichern. Sie wurde im Nordosten Chinas auf der Halbinsel bei Dalian installiert und ging im Oktober 2022 ans Netz. Sie besteht aus zehn Einheiten mit je 20 MW und 80 MWh. Geliefert wird sie von den Industriepartnern Rongke Power und UniEnergy Technologies (UET); die Kosten liegen bei 266 Millionen Dollar. In einer zweiten Ausbauphase ist die Verdoppelung der Kapazität geplant.
| Batteriespeicherwerk   | Standort                                    | Leistung MW | Energie MWh | Zeit h | Inbetriebnahme Datum | Betreiber                                     | Hersteller                                    | Primärenergie                                            | Belege               |
| ---------------------- | ------------------------------------------- | ----------- | ----------- | ------ | -------------------- | --------------------------------------------- | --------------------------------------------- | -------------------------------------------------------- | -------------------- |
| Dalian Rongke Power    | Volksrepublik China, Dalian, Liaoning       | 100 (200)   | 400 (800)   | 4      | 29.09.2021           | Dalian Rongke Power                           | Rongke Power                                  | Solar und Wind                                           | [ 23 ]               |
| Minami Hayakita        | Japan, Hokkaidō, Abira                      | 15          | 60          | 4      | 06.01.2016           | Hokkaido Electric Power (HEPCO)               | Sumitomo Electric Industries                  | Solar (111 MW)                                           | [ 25 ] [ 26 ]        |
| GuoDian LongYuan       | Volksrepublik China, Liaoning               | 5           | 10          | 2      | 15.03.2013           | Longyuan Power                                | Rongke Power                                  | Wind (Windpark Woniushi)                                 | [ 27 ] [ 28 ] [ 29 ] |
| Tomamae                | Japan, Hokkaido, Tomamae                    | 4           | 6           | 1,5    | 01.01.2005           | Hokkaido Electric Power (HEPCO)               | Sumitomo Electric Industries                  | Wind 30,6 MW                                             | [ 30 ]               |
| Sumitomo Densetsu      | Japan, Kinki, Osaka                         | 3           | 0,8         | 0,27   | 01.02.2000           |                                               | Sumitomo Electric Industries                  |                                                          | [ 31 ]               |
| Zhangbei National V    | Volksrepublik China, Hebei, Zhangbei        | 2           | 8           | 4      | 01.12.2011           | State Grid Corporation of China (SGCC)        | Prudent Energy                                | Wind (100 MW) und Solar (40 MW)                          | [ 33 ] [ 34 ]        |
| Everett                | Vereinigte Staaten, Washington, Everett     | 2           | 8           | 4      | 28.03.2017           | Snohomish County PUD                          | UniEnergy Technologies                        |                                                          | [ 35 ]               |
| San Diego              | Vereinigte Staaten, Kalifornien, San Diego  | 2           | 8           | 4      | 16.03.2017           | San Diego Gas and Electric (SDG&E)            | Sumitomo Electric (SEI)                       |                                                          | [ 36 ] [ 37 ]        |
| Tottori Sanyo Electric | Japan, Präfektur Tottori, Tottori           | 1,5         | 1,5         | 1      | 01.04.2001           |                                               | Sumitomo Electric Industries                  |                                                          | [ 38 ] [ 39 ] [ 40 ] |
| Yokohama               | Japan, Kanagawa, Yokohama                   | 1           | 5           | 5      | 24.07.2012           |                                               | Sumitomo Electric Industries                  | Solar 0,2 MW                                             | [ 41 ]               |
| Avista Pullman         | Vereinigte Staaten, Washington, Pullman     | 1           | 3,2         | 3,2    | 17.06.2015           | Avista                                        | UniEnergy Technologies                        |                                                          | [ 42 ]               |
| Braderup               | Deutschland, Schleswig-Holstein, Braderup   | 0,325       | 1           | 3      | 15.09.2014           | Energiespeicher Nord                          | Vanadis Power (Rongke Power)                  | Wind (19,8 MW, Bürgerwindpark)                           | [ 43 ] [ 44 ]        |
| Bielefeld              | Deutschland, Nordrhein-Westfalen, Bielefeld | 0,26        | 0,65        | 2,5    | 15.09.2011           |                                               | Gildemeister Energy Solutions                 | Wind (1 MW)                                              | [ 45 ]               |
| Pellworm               | Deutschland, Schleswig-Holstein, Pellworm   | 0,2         | 1,6         | 8      | 09.09.2013           |                                               | Gildemeister Energy Solutions                 | Wind 0,3 MW und Solar 0,77 MW (Hybridkraftwerk Pellworm) | [ 46 ]               |
| RedoxWind Pfinztal     | Deutschland, Baden-Württemberg, Pfinztal    | 2           | 20          | 10     | ??.09.2019           | Fraunhofer-Institut für Chemische Technologie | Fraunhofer-Institut für Chemische Technologie | Wind (2 MW)                                              | [ 19 ] [ 20 ] [ 21 ] |

### Eignung zum Einsatz in Fahrzeugen
Die Energiedichte pro Masse der Vanadium-Redox-Flow-Batterie ist für Batterien mit 90 kW und mehr höher als die einer Bleibatterie. Man kann sie jedoch durch Austausch der Elektrolyte schnell wieder aufladen, beispielsweise an speziellen Tankstellen. Daher wurde die VRFB eine Zeit lang als Energiespeicher für Elektroautos diskutiert. 1994 wurde ein Golfmobil in Sydney mit einer VRFB ausgestattet. Für leistungsstarke Elektroautos ist die VRFB jedoch keine Option. Auch die volumetrische Energiedichte der VRFB ist zu klein, d. h. sie bräuchte in einem Fahrzeug viel Platz. Außerdem wird die VRFB von Lithiumionenakkumulatoren hinsichtlich volumen- und massebezogener Energiedichte weit übertroffen, auch der Wirkungsgrad ist niedriger als derjenige von Lithiumionenakkus.

## Forschung und Entwicklung
Erforscht werden kostengünstige Membranen als Alternative zu Nafion und hochkonzentrierte, über weite Temperaturbereiche stabile Elektrolyte. Auch werden Katalysatoren zur Erhöhung der Austauschstromdichte und damit zur Effizienzsteigerung entwickelt.